# Lamprozona auricincta
Lamprozona auricincta är en tvåvingeart som först beskrevs av Friedrich Hermann Loew 1851.  Lamprozona auricincta ingår i släktet Lamprozona och familjen rovflugor. Inga underarter finns listade i Catalogue of Life.